# NGC 2594
NGC 2594 je galaksija u zviježđu Raku.

## Vanjske poveznice
- SEDS: NGC 2594